# Dystrykt Marolambo
Marolambo – dystrykt Madagaskaru z siedzibą w Marolambo, wchodzący w skład regionu Atsinanana.

## Demografia
| 1993   | 2000    | 2001    | 2002    | 2003    | 2004    | 2005    | 2007    | 2011    |
| ------ | ------- | ------- | ------- | ------- | ------- | ------- | ------- | ------- |
| 92 384 | 116 370 | 120 210 | 124 144 | 128 161 | 132 390 | 136 759 | 145 934 | 141 708 |

## Podział administracyjny
W skład dystryktu wchodzi 12 gmin (kaominina):
- Ambalapaiso II
- Amboasary
- Ambodinonoka
- Ambohimilanja
- Anbatofisaka II
- Andonabe Sud
- Androrangavola
- Anosiarivo
- Betampona
- Lohavanana
- Marolambo
- Sahakevo